# Alessandro Bottero
Alessandro Bottero   (Gènova, 26 de desembre de 1831 - Milà i Florència, 3 de febrer de 1892), fou un baix comic d'òpera (caricato) italià.
En la seva joventut va aprendre el violí formant part de diferents orquestres a França i Suïssa, sent mestre director de les de Lausana, Canelli i Alexandria. Posteriorment el 1853 va cantar a les esglésies a Acqui, fins que es va decidir a abordar el teatre debutant a Milà al Don Bucéfalo, d'Antonio Cagnoni, amb tal èxit que aviat es va fer cèlebre el seu nom a Itàlia i l'estranger, doncs amb aquesta òpera va recórrer els primers teatres d'Europa i Amèrica, entre ells el Teatro Real de Madrid i el Liceu de Barcelona, obtenint entusiasta acollida a tots els públics, especialment en una escena on tocava tots els instruments de l'orquestra a més del piano.
Veritable mestre en el cant i excel·lent actor genèric notable per la seva via còmica i naturalitat, figura entre els millors artistes del seu gènere coneguts al segle xix, notable a més pel seu enginy, que li permetia despertar la hilaritat del públic sense recórrer a recursos xabacans o de dubtosa bon gust.
A més de Don Bucéfalo figuraban en el seu repertori: Papá Martín, Crispino é la Comare, Barbiere di Siviglia, Michaele Perrin, Il duca di Tapigliano, i diverses altres operes. De retorn a Milá prengué el teatre de Santa Radegunda, que explotà per poc temps, i va donar algunes representacions a la Scala, retirant-se del teatre per a dedicar-se a l'ensenyança del cant.
El seu fill Osvaldo (1857-1892), també era cantant d'òpera; es va suïcidar a Florència.